# Heteroconis toxopei
Heteroconis toxopei är en insektsart som beskrevs av Bo Tjeder 1973. Heteroconis toxopei ingår i släktet Heteroconis och familjen vaxsländor. Inga underarter finns listade i Catalogue of Life.